# Área metropolitana de Augusta-Condado de Richmond
El Área Metropolitana de Augusta-Condado de Richmond o conocida oficialmente como Área Estadística Metropolitana de Augusta-Condado de Richmond, GA MSA por la Oficina de Administración y Presupuesto, es un Área Estadística Metropolitana centrada en la ciudad de Augusta, en los estados estadounidenses de Georgia y Carolina del Sur. El área metropolitana tiene una población de 556.877 habitantes según el Censo de 2010, convirtiéndola en la 92.º área metropolitana más poblada de los Estados Unidos.

## Composición
El área metropolitana está compuesta por 4 condados del estado de Georgia, junto con su población según los resultados del censo 2010:
- Burke – 23.316 habitantes
- Columbia – 124.053 habitantes
- McDuffie – 21.875 habitantes
- Richmond – 200.549 habitantes;

y 2 condados del estado de Carolina del Sur, junto con su población según los resultados del censo 2010:
- Aiken – 160.099 habitantes
- Edgefield – 26.985 habitantes

## Principales comunidades del área metropolitana
Ciudad principal 
- Macon

Comunidades con más de 10.000 habitantes 
- Aiken
- Evans
- Martinez
- North Augusta